# Włodzimierz Wasiński
Włodzimierz Wasiński (ur. 17 lutego 1953 w Zalewie) – polski polityk, związkowiec, poseł na Sejm III kadencji.

## Życiorys
Ukończył w 1973 techniku drogowe, specjalizując się w budowie dróg i mostów. W 1980 wstąpił do „Solidarności”. W stanie wojennym został trzykrotnie internowany, łącznie na okres około pięciu miesięcy. Po wprowadzeniu stanu wojennego kierował m.in. strajkiem we Wrocławskim Przedsiębiorstwie Budownictwa Przemysłowego nr 2.
W latach 90. pełnił liczne funkcje związkowe. Był członkiem Komisji Krajowej, wiceprzewodniczącym zarządu Regionu Dolny Śląsk, kierował radą Fundacji Gospodarczej NSZZ „S”.
W latach 1997–2001 sprawował mandat posła III kadencji wybranego z listy ogólnopolskiej Akcji Wyborczej Solidarność. W 2001 nie ubiegał się o reelekcję. Przez kilka lat (do 2003) zajmował stanowisko prezesa Ślęzy Wrocław.
Był członkiem Ruchu Społecznego. Należał następnie krótko do Platformy Obywatelskiej, z której odszedł razem z Maciejem Płażyńskim. Później przystąpił do Prawa i Sprawiedliwości. Został członkiem miejskich władz tej partii. Z ramienia lokalnych komitetów bez powodzenia kandydował w 2010 i 2014 do rady Kątów Wrocławskich.

## Życie prywatne
Żonaty i ma trójkę dzieci: Piotra, Pawła i Monikę.

## Odznaczenia
W 2006 odznaczony Krzyżem Oficerskim Orderu Odrodzenia Polski.